# Dendrosauridion yanesha
Dendrosauridion yanesha — вид ящірок родини гімнофтальмових (Gymnophthalmidae). Ендемік Перу. Це єдиний представник монотипового роду Dendrosauridion. Описаний у 2019 році.

## Поширення і екологія
Dendrosauridion yanesha відомі з двох місцевостях. розташованих на сході Перуанських Анд, в регіонах Куско і Паско. Вони живуть в хмарних лісах, на висоті від 2780 до 2825 м над рівнем моря. Ведуть деревний спосіб життя.